# Bidessus exornatus
Bidessus exornatus är en skalbaggsart som först beskrevs av Reiche och Félicien Henry Caignart de Saulcy 1855.  Bidessus exornatus ingår i släktet Bidessus och familjen dykare. Inga underarter finns listade i Catalogue of Life.